# Булонь-Біянкур
Було́нь-Біянку́р (фр. Boulogne-Billancourt) — місто та муніципалітет у Франції, у регіоні Іль-де-Франс, департамент О-де-Сен. Населення — 119 808 осіб (01.01.2021).
Муніципалітет розташований на відстані близько 9 км на захід від Парижа, 8 км на південний схід від Нантера.

## Демографія
Динаміка населення (Cassini і INSEE ):
Розподіл населення за віком та статтю (2006):
| Стать | Всього | До 15 років | 15-24 | 25-44  | 45-64  | 65-85 | Понад 85 |
| --- | ------ | ----------- | ----- | ------ | ------ | ----- | -------- |
| Чоловіки | 51 538 | 9315        | 5771  | 18 224 | 11 619 | 6002  | 607      |
| Жінки | 58 724 | 9067        | 6346  | 18 820 | 13 790 | 8974  | 1727     |
| \| Статево-вікова піраміда \| Статево-вікова піраміда \| Статево-вікова піраміда \| \| ----------------------- \| ----------------------- \| ----------------------- \| \| Чоловіки \| Вік \| Жінки \| \| 607 \| 85 + \| 1727 \| \| 1074 \| 80-84 \| 2081 \| \| 1408 \| 75-79 \| 2295 \| \| 1691 \| 70-74 \| 2108 \| \| 1829 \| 65-69 \| 2490 \| \| 2500 \| 60-64 \| 2753 \| \| 3179 \| 55-59 \| 3851 \| \| 2845 \| 50-54 \| 3688 \| \| 3095 \| 45-49 \| 3498 \| \| 3699 \| 40-44 \| 3968 \| \| 4318 \| 35-39 \| 4538 \| \| 5246 \| 30-34 \| 5069 \| \| 4961 \| 25-29 \| 5245 \| \| 3202 \| 20-24 \| 3873 \| \| 2569 \| 15-20 \| 2473 \| \| 2712 \| 10-14 \| 2705 \| \| 3072 \| 5-9 \| 2931 \| \| 3531 \| 0-4 \| 3431 \| |        |             |       |        |        |       |          |
| Статево-вікова піраміда |        |             |       |        |        |       |          |
| Чоловіки | Вік    | Жінки       |       |        |        |       |          |
| 607 | 85 +   | 1727        |       |        |        |       |          |
| 1074 | 80-84  | 2081        |       |        |        |       |          |
| 1408 | 75-79  | 2295        |       |        |        |       |          |
| 1691 | 70-74  | 2108        |       |        |        |       |          |
| 1829 | 65-69  | 2490        |       |        |        |       |          |
| 2500 | 60-64  | 2753        |       |        |        |       |          |
| 3179 | 55-59  | 3851        |       |        |        |       |          |
| 2845 | 50-54  | 3688        |       |        |        |       |          |
| 3095 | 45-49  | 3498        |       |        |        |       |          |
| 3699 | 40-44  | 3968        |       |        |        |       |          |
| 4318 | 35-39  | 4538        |       |        |        |       |          |
| 5246 | 30-34  | 5069        |       |        |        |       |          |
| 4961 | 25-29  | 5245        |       |        |        |       |          |
| 3202 | 20-24  | 3873        |       |        |        |       |          |
| 2569 | 15-20  | 2473        |       |        |        |       |          |
| 2712 | 10-14  | 2705        |       |        |        |       |          |
| 3072 | 5-9    | 2931        |       |        |        |       |          |
| 3531 | 0-4    | 3431        |       |        |        |       |          |

## Персоналії
У Булонь-Біянкурі народились:
- Еміле Бонджорні (1921—1949) — французький футболіст італійського походження
- Клод Піното (1925—2012) — французький кінорежисер, сценарист і кінопродюсер
- Леслі Карон (1931) — французька акторка
- Едіт Крессон (1934) — французька політична діячка і дипломат
- Ніна Компанієць (1937—2015) — французька акторка, сценарист і режисер
- Бертран Бліє (1939) — французький кінорежисер і сценарист
- Елізабет Бадінтер (1944) — французька феміністка, філософ, історик і педагог
- Катрін Спаак (1945—2022) — бельгійсько-італійська акторка і співачка
- Патрік Модіано (1945) — французький письменник
- Поль-Лу Сулітцер (1946) — французький письменник
- Тьєррі Лермітт (1952) — французький актор, сценарист, кінопродюсер
- Жан-Крістоф Ґранже (1961) — французький письменник
- Поль Бельмондо (1963) — французький автогонщик
- Венсан Герен (1965) — французький футболіст
- Дельфін де Віган (1966) — французька письменниця
- Анна Гавальда (1970) — французька письменниця і журналістка
- Гійом Кане (1973) — французький актор, режисер і сценарист
- Гаспар Ульєль (1984—2022) — французький актор і модель

## Економіка
2010 року серед 76 582 осіб працездатного віку (15—64 років) 60 820 були активними, 15 762 — неактивними (показник активності 79,4%, у 1999 році було 76,0%). З 60 820 активних мешканців працювало 55 312 осіб (27 100 чоловіків та 28 212 жінок), безробітними було 5508 (2544 чоловіки та 2964 жінки). Серед 15 762 неактивних 7796 осіб було учнями чи студентами, 3414 — пенсіонерами, 4552 були неактивними з інших причин.

У 2010 році в муніципалітеті числилось 53237 оподаткованих домогосподарств, у яких проживали 111321,5 особи, медіана доходів виносила 30 887 євро на одного особоспоживача

## Уродженці
- Жан Рігаль (*1890 — †1979) — французький футболіст, півзахисник, згодом — футбольний тренер.

## Галерея зображень

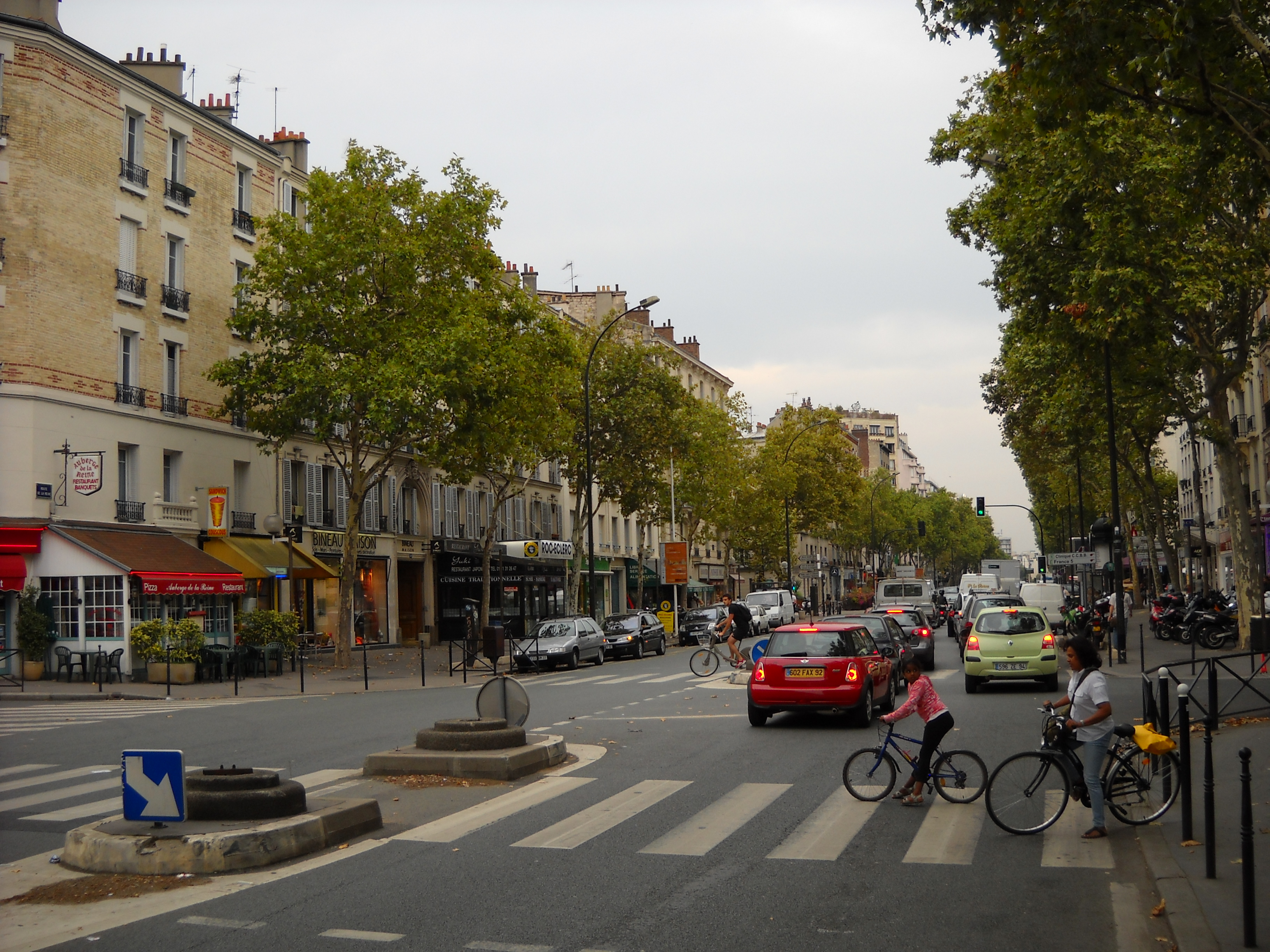
Дорога з Парижа до Сен-Клу, яка є головною вулицею міста
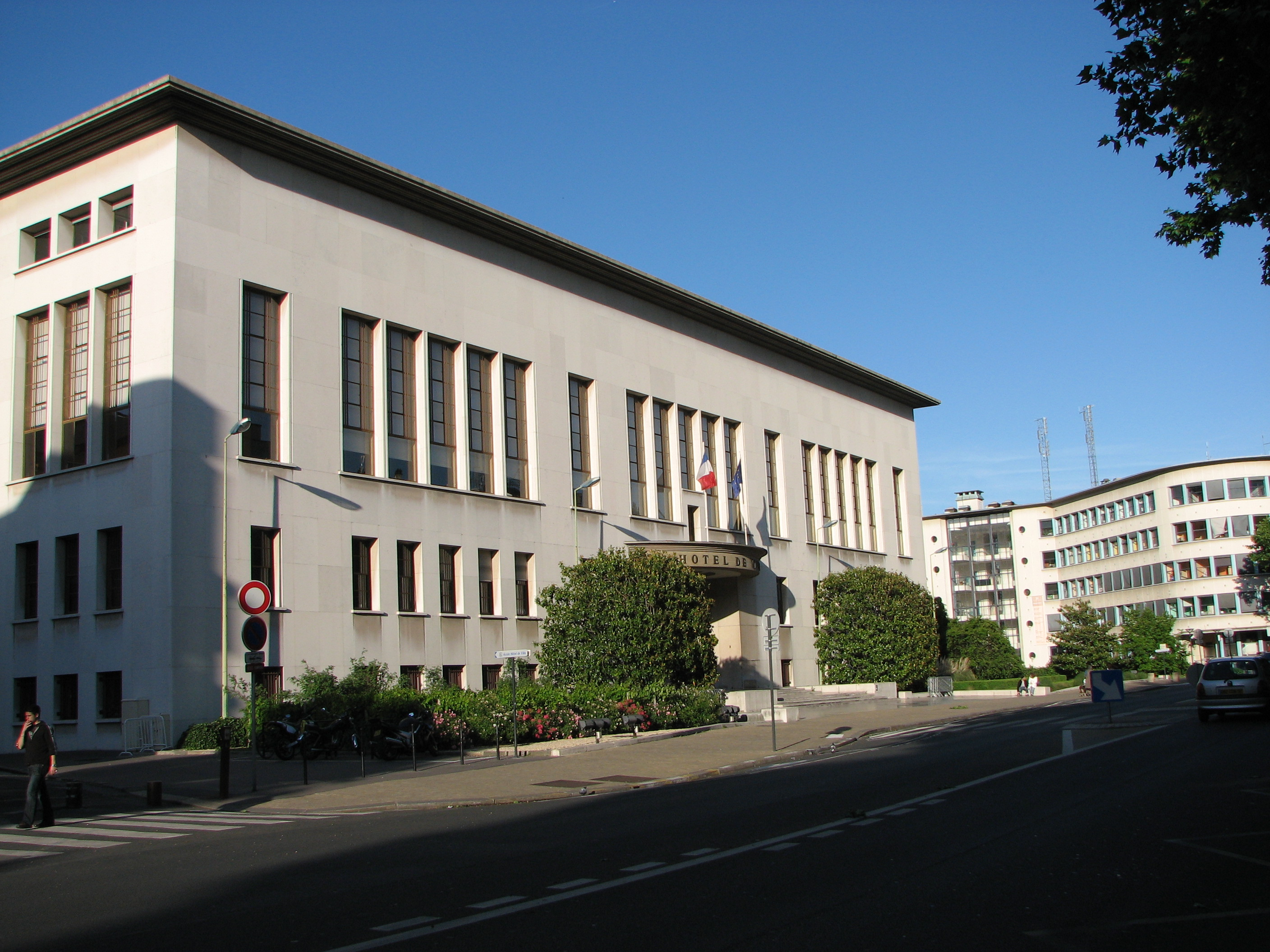
Мерія
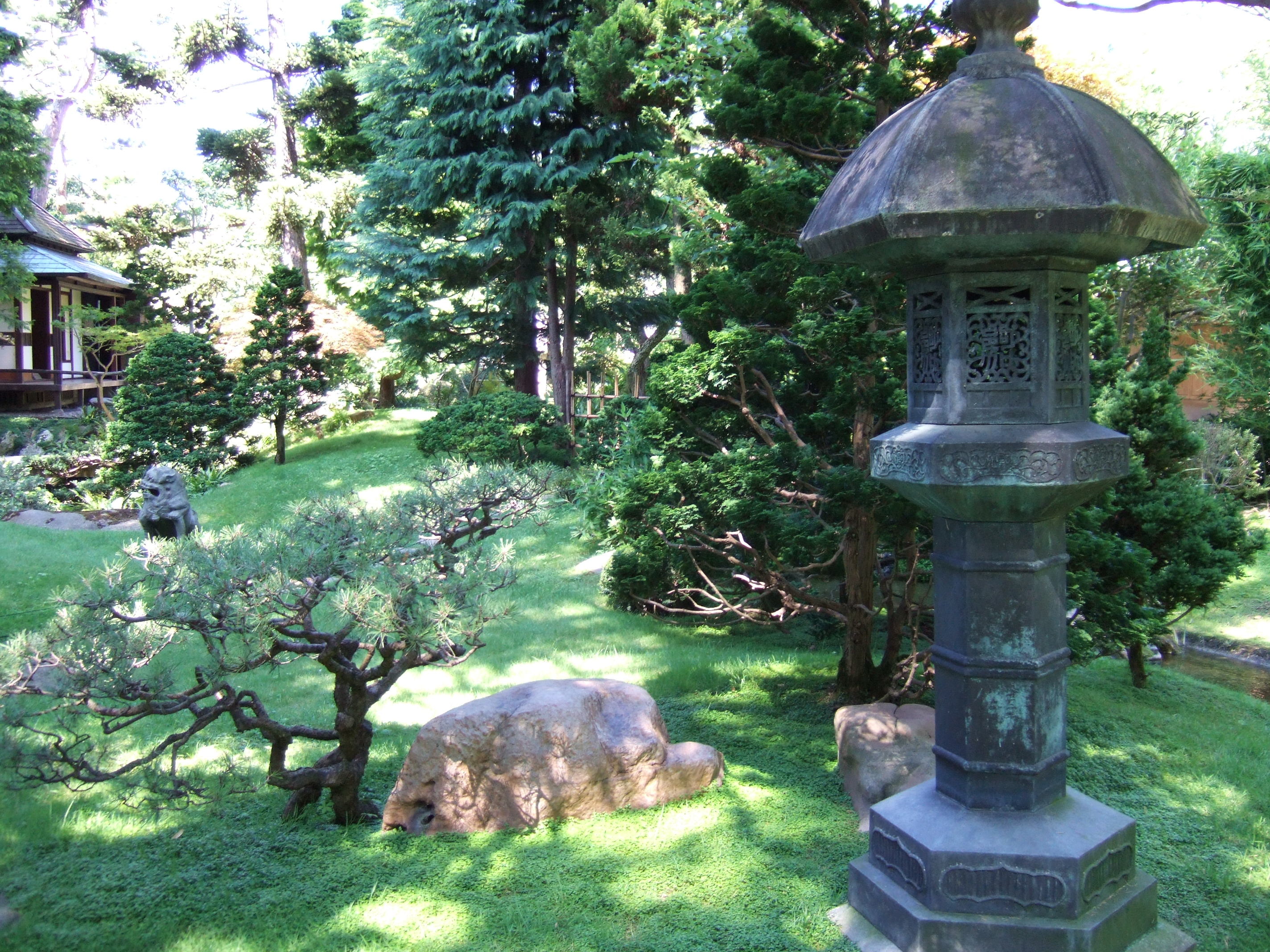
Японський сад у музеї Альберта Кана
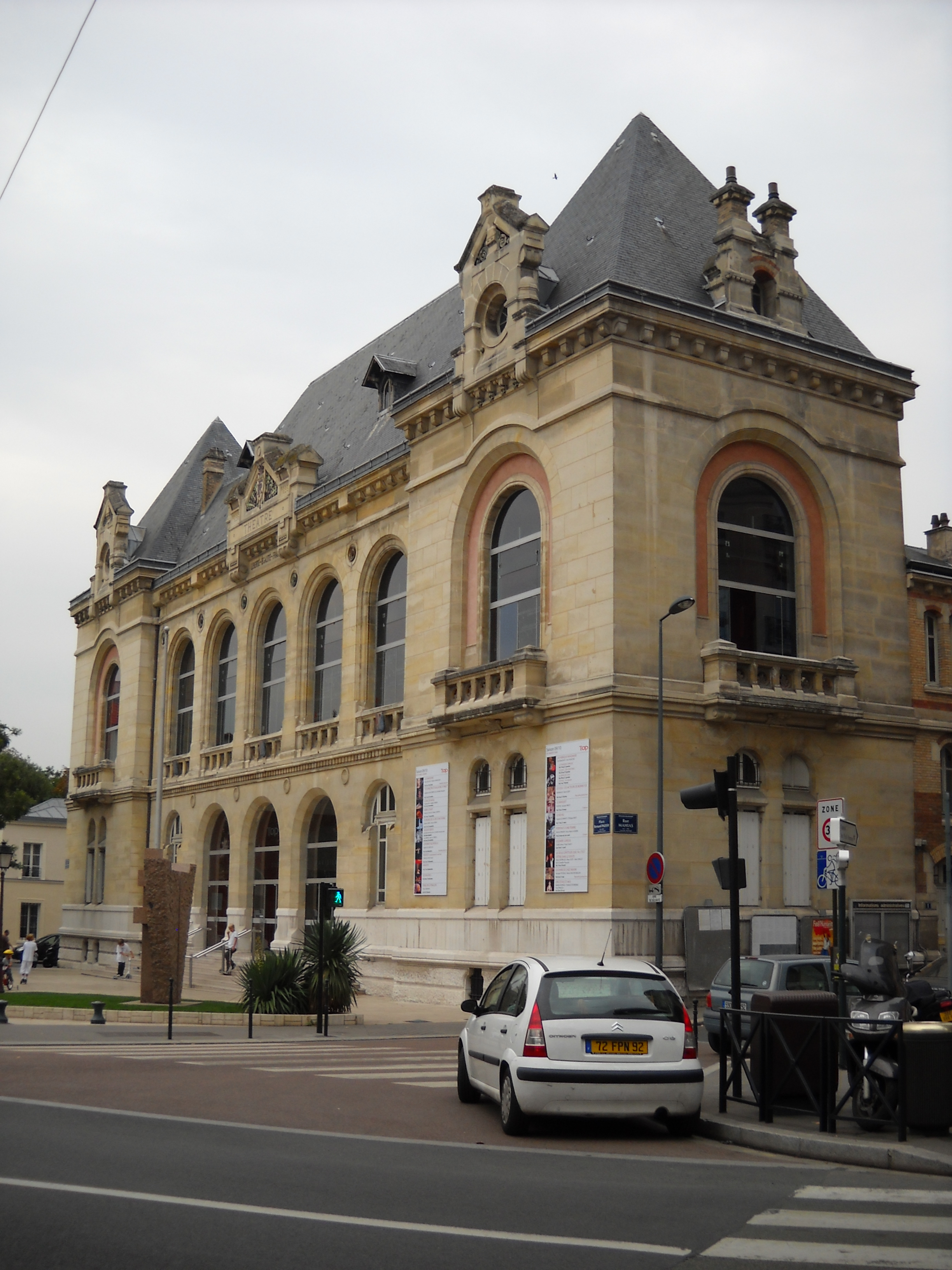
Театр Західного Парижа